# Emil Loteanu
Emil Loteanu (rus: Эмиль Владимирович Лотяну; 6 de novembre de 1936, Clocușna, Gran Romania — 18 d'abril de 2003, Moscou, Rússia) va ser un director de cinema, actor i escriptor moldau. Va ser especialment notable en la Unió Soviètica per la seva faceta en la direcció, en la qual va signar pel·lícules per als estudis soviètics de Krasnie poliani (1966), Lăutarii (1971), Tabor ukhodit v nebo («Els gitanos se'n van al cel», 1975), Moi laskovii i nejnii zver («Un accident de caça», 1978), Anna Pavlova (1983) i Luceafărul (1986).

## Biografia
Loteanu va néixer en Clocuşna, petita localitat pertanyent en aquest moment a la Gran Romania i posteriorment a la República Socialista Soviètica de Moldàvia. Després de la mort del seu pare i perdre el contacte amb la seva mare, que s'havia traslladat a Romania, va viure els seus primers anys al carrer, dormint en magatzems i hostals. Va estudiar a l'escola d'estudi Mkhat i es va graduar en la Universitat Panrusa Gueràssimov de Cinematografia (VGIK) el 1962.
Va fer el seu debut com a director amb Bolxaia gora el 1960 dels estudis Moldava-Film, i va continuar fent pel·lícules allí fins a 1975, quan es va unir a Mosfilm. Amb pel·lícules com Tabor ukhodit v nebo (també conegut com «Els gitanos es van al cel», 1975) i Moi Laskovii i nejnii zver («Un accident de caça» (1977), Loteanu va començar a atreure l'atenció internacional. L'actriu moldava Svetlana Presa va ser una de les seves muses i va participar com a protagonista en les dues anteriors pel·lícules, així com en Lăutarii (1971), per la qual va ser premiat al Festival Internacional de Cinema de Sant Sebastià 1972, i Anna Pavlova (1983).
La seva última pel·lícula com a director va ser Skorlupa (1993). Loteanu va fixar la seva residència a Rússia, on va morir el 18 d'abril de 2003, en Moscou, amb 66 d'edat, i enterrat al cementiri de Vagankovo. Tenia la nacionalitat soviètica, moldava i russa.

## Filmografia
- Bolxaia gora (1959) - director

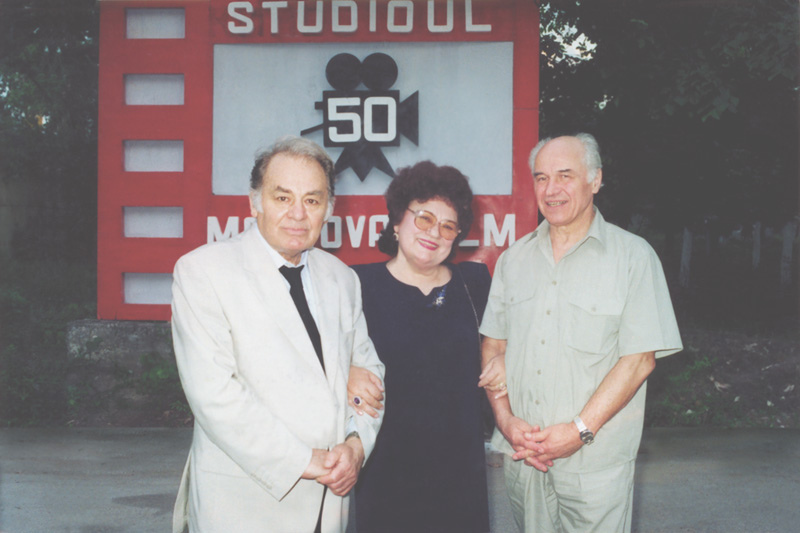
Emil Loteanu, amb la cantant d'òpera Maria Biesu i el compositor Eugen Doga als estudis Moldova-Film (2002).

- Jil-bíl maltxik (1960, Hi havia un vailet) - director
- Zhdite nas na rassvete (1963) - director
- Kràsnie poliàni (1966) - guionista/director
- Freska na belom (1967) - director
- Eto mgnovenie (1968) - director
- Akademik Tarasevitx (1970) - director
- Lăutarii (1971) - guionista/director
- Ekho goriatxei dolini (1974) - director
- Tabor ukhodit v nebo (1975, Els gitanos van al cel) - guionista/director
- Moi laskovii i nejnii zver (1978, Un accident de cacera) - guionista/director
- Anna Pavlova (1983) - guionista/director
- Luceafărul (1987) - guionista/director
- Vdvoiom na grani vremeni (1989) - guionista
- Skorlupa (1993) - director